# مارثا وارن بيكويذ
مارثا وارن بيكويذ (بالإنجليزية: Martha Warren Beckwith)‏ هي مؤرخة أمريكية، ولدت في 19 يناير 1871 في ماساتشوستس في الولايات المتحدة، وتوفيت في 28 يناير 1959.